# SMS S 61
S 61 – niemiecki niszczyciel z okresu I wojny światowej. Trzynasta jednostka typu S 49. Okręt wyposażony w trzy kotły parowe opalane ropą. Zapas paliwa 305 ton. Zatopiony 2 listopada 1918 roku podczas niemieckiego odwrotu z Belgii.